# Campaña pártica de Marco Antonio
La campaña pártica de Marco Antonio la realizó entre 37 y 33 a. C., en el Oriente helenístico, un cuerpo expedicionario romano dirigido por Marco Antonio contra el Imperio parto. Constituyó el intento de vengar la derrota sufrida por Marco Licinio Craso en Carras en 53 a. C. y para someter definitivamente al peligroso poder oriental.
Precedida por una serie de operaciones preliminares entre 40 y 38 a. C. en que se rechazó la invasión parta de las provincias romanas orientales, la gran campaña del 36 a. C. siguió los planes estratégicos establecidos por Cayo Julio César pero fracasó. Después de un exitoso avance inicial, el caudillo tuvo que regresar por las difíciles condiciones geográficas como los ataques enemigos sin conseguir una victoria decisiva, pero logrando salvar a su ejército durante la retirada. En los años siguientes, el triunviro obtuvo algunas victorias en Armenia, pero debió renunciar a sus planes de volver a invadir Partia por su guerra con Cayo Julio César Octaviano.

## Antecedentes
El príncipe parto Pacoro I fue derrotado y muerto en Gindaros, en 38 a. C., por el legado Publio Ventidio Baso, quien después depuso a Antígono Matatías del trono de Judea y acorraló a Antíoco I de Comagene en Samósata, pero por ser un lugarteniente del triunviro Marco Antonio, todos los honores de sus victorias pasaron a su superior. Estaba en pleno asedio de dicha ciudad cuando llegó el caudillo, quien recelaba de la fama de militar exitoso de su general y lo relevó del mando, aunque posteriormente, tras volver a Roma, se le hizo justicia al legado y celebró un triunfo por sus victorias.
Entre tanto, Antonio continuaba el asedio de Samósata sin lograr nada y empezó a negociar secretamente con Antíoco I para poder retirarse con dignidad. Consiguió dos rehenes de poca importancia y un poco de dinero, volviendo a Italia mientras dejaba a Cayo Sosio como gobernador de Siria y Cilicia. Este último puso en el trono de Judea a Herodes, que tomó Jerusalén en julio de 37 a. C. con 10 legiones. El caudillo pasó ese año viajando a Roma y regresó después a Siria. Luego procedió a reorganizar los dominios y vasallos de Roma en el Cercano Oriente: los gobernantes de Comagene y Capadocia, que habían apoyado a los arsácidas poco antes, volvieron al bando romano, y se suprimió la provincia de Cilicia y se subdividió entre Asia, Siria y Bitinia.
Antonio consideró necesario fortalecer a Egipto como un elemento de estabilización y así aumentó el territorio de la reina Cleopatra VII con partes de Siria, la costa fenicia, las tetrarquías de Calcis, la isla de Chipre y las áreas de Cilicia Aspera, pero sin ceder a todas las pretensiones de la egipcia, al negarse a asignarle tierras en Judea. Sin embargo, decidió consolidar sus lazos con ella al reconocer a sus hijos mutuos; por entonces, la reina estaba esperando un tercer hijo. La antigua tradición historiográfica, influida por la propaganda augusta, ha destacado a la supuesta influencia perniciosa de Cleopatra sobre el caudillo romano, e incluso algunos autores, sobre la base de fuentes que no están del todo claras, formularon la hipótesis de que se casaron en el invierno de 37-36 a. C. y que teorizaron grandiosos planes expansionistas para un nuevo Oriente helenístico. El triunviro había adoptado una actitud empática hacia los pueblos helenísticos, haciendo alarde de poses orientales, proclamando su devoción al dios Dioniso y mostrando su voluntad de integrar a estos pueblos en el nuevo dominio romano, pero, como ha señalado el historiador Ronald Syme, continuó y desarrolló una política oriental ya concebida y parcialmente aplicada por Cneo Pompeyo Magno y especialmente por Cayo Julio César. El autor también reduce el sometimiento de Antonio a los planes de Cleopatra y cree que el caudillo estaba interesado en las riquezas de Egipto, indispensables para su campaña pártica. De hecho, el reino de la faraona pagaría su costosa y larga guerra con Partia, lo que exigió crear una sólida alianza, al nivel que la subida de impuestos en Egipto perjudicó al comercio y a dejar de lado importantes obras de infraestructura, como los canales necesarios para el riego y transporte.
Entre tanto, en Ctesifonte, capital de los partos, el viejo rey Orodes II, después de perder a su heredero, dejó el gobierno a su hijo menor, Fraates IV, quien lo asesinó e hizo matar a sus hermanastros, nietos de Antíoco I, que lo criticó y pagó por ello con su vida. Por ello muchos nobles arsácidas, incluido un tal Monaeses, huyeron con los romanos.
En 37 a. C., el legado de Antonio, Publio Canidio Craso, venció a los reyes Parnavaz II de Iberia y Zobéra de Albania, ambos en el Cáucaso, con un ejército de 6 legiones, ganando importantes posiciones estratégicas. Esto entusiasmó al triunviro, a quien Monaeses le había prometido una fácil conquista de Partia. En recompensa por su ayuda, el caudillo le prometió el trono arsácida al exiliado y le dio el gobierno de las ciudades de Larisa, Aretusa y Hierápolis. Temeroso del poder alcanzado por Antonio, Fraates IV empezó a negociar con el desterrado, prometiéndole de todo a cambio que regresara. Antonio se enfureció cuando lo supo, pero en vez de matar a Monaeses fingió confiar en él y le pidió que fuera su enviado ante el rey parto, pidiendo la paz a cambio de la entrega de las águilas y los prisioneros romanos capturados en Carras; era un truco para ganar tiempo que dedicar a los preparativos de la invasión.
Antonio estaba especialmente decidido a vengar, mediante una gran campaña, la catástrofe de Carras, extendiendo la zona de influencia de la República a través de la creación de nuevos reinos vasallos, probablemente sin planear crear nuevas provincias romanas. Sus planes eran herederos de la estrategia proyectada por César, ya que pudo conocerlos en profundidad al tener acceso a los documentos secretos del dictador inmediatamente después del cesaricidio. Avanzar directamente por el desierto al este del Éufrates era exponerse a ser vencido por la superior caballería parta, capaz de aislarlo aunque llegase a Ctesifonte. El triunviro decide hacer una larga marcha a través de la Armenia de Artavasdes II, quien era su aliado y había apoyado a Canidio en el Cáucaso, para luego seguir hasta la Media Atropatene. Esperaba que después de ocupar Media, al año siguiente podría descender por el Tigris hasta Ctesifonte. Para mantener controlada su retaguardia, deja Siria a cargo de Socio y Asia de Gayo Fornio.

## Fuerzas enfrentadas

### Romanos

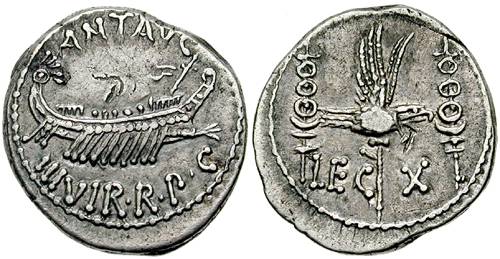
Denario en honor de la Legio X (Equestris) emitido por Marco Antonio en Egipto en 32-31 a. C., unidad que participó en las campañas párticas de Antonio.

El ejército de campaña de Antonio fue uno de los más grandes concentrados en la Antigüedad. Después de enviar a Cleopatra de vuelta a Egipto, el triunviro procedió a concentrar sus fuerzas. Según Plutarco, estas eran 60 000 legionarios, 10 000 jinetes celtas e hispanos y un contingente de 30 000 soldados de infantería ligera y caballería proporcionado por reyes asiáticos aliados. El aporte aliado más grande fue de Artavasdes II, quien le cedió 6000 armenios montados y otros 7000 a pie, aunque el mismo autor no es coherente en las cifras porque después dice que eran 16 000 los jinetes armenios. Por su parte, Tito Livio afirmaba que los jinetes eran 16 000 y autores modernos rebajan el número de legionarios a 50 000. Además, llevaba un tren de asedio de 300 carromatos, incluyendo un enorme ariete de 80 pies de largo, irremplazables durante la campaña por la falta de madera adecuada en la región. Este masivo contingente causó alarma en Bactria e India, ya que con más de 100 000 soldados, era el mayor que Roma había movilizado hasta entonces en Asia.
Según Plutarco y Floro, el ejército expedicionario se organizaba en 16 legiones romanas, aunque Livio las eleva a 18. El historiador romano Veleyo Patérculo las reduce a 13. El historiador británico Lawrence Keppie cree haber identificado algunas de las legiones que participaron en la campaña parta: I, XXIII, III Gallica, VI Ferrata, X Equestris, V Alaudae, XII Fulminata, XVII, XVIII, III Cyrenaica y IV Scythica.

### Partos
Plutarco afirma que los partos tenían al menos 40 000 jinetes, cifra que los eruditos modernos consideran el tamaño usual de sus levas. Justino sube ligeramente ese número a 50 000. Proporcionalmente, se cree que habría nueve arqueros a caballo ligeramente armados por cada catafracto armado con lanza y armadura para jinete y montura. Estos guerreros blindados eran la élite del ejército, todos «hombres libres» o nobles.
Este último también afirma que apenas 400 de los guerreros partos eran liberi, «hombres libres», y el resto servi, «esclavos». Tal desproporción entre hombres libres y "esclavos" parece ser confirmada parcialmente por Plutarco. Sin embargo, eruditos modernos sostienen que por desconocimiento de la sociedad parta, en realidad, los cuatro centenares de hombres libres eran caballeros nobles fieles a algún gran señor y el resto eran servitores, «clientes» o «dependientes», en una relación de vasallaje feudal. Debe mencionarse que entre los arsácidas, el poderío de un gran noble se medía por el número de guerreros montados que llevaba cuando el rey lo convocaba.

## Expedición

### Destrucción del tren de asedio

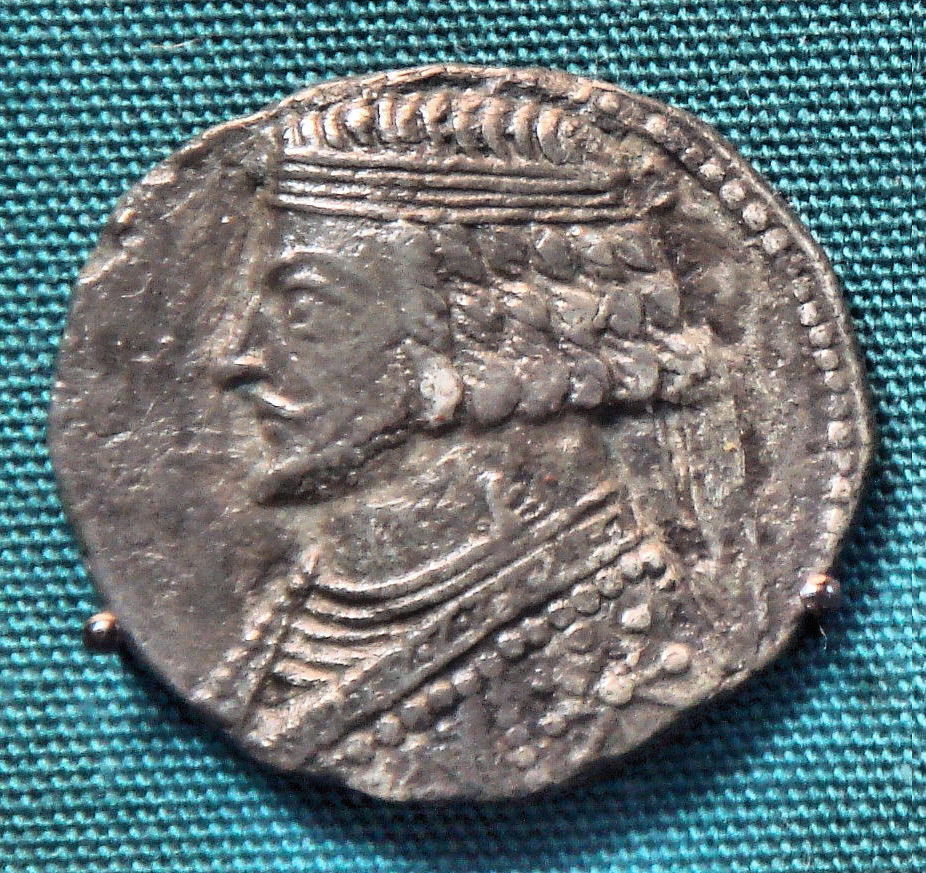
Moneda de Fraates IV.

Antonio avanzó hasta el Éufrates, donde se enteró de que la Media Atropatene estaba bien guarnecida por su rey, Artavasdes I. Era marzo de 36 a. C. e iba acompañado de la reina Cleopatra, quien volvió a Alejandría en ese punto, y de 10 legiones, vadeando el río en Zeugma. En lugar de esperar el fin del invierno e iniciar la expedición al comienzo de la primavera, el caudillo decidió pasar a través del Reino de Armenia y aprovechando que Artavasdes I fue a reunirse con Fraates IV porque no creía que él atacaría su reino tan pronto, encontró con Atropatene desguarnecida y la devastó. Tenía que dar un enorme rodeo de 1.440 kilómetros entre Zeugma y la frontera de la Media Atropatene y otros 443 hasta la capital de la región. Pasó con sus legiones los montes Tauro, en mayo llegó a Melitene, a inicios de junio ingresó a Satala y a fines de ese mes llegó a la llanura de Arzen, donde se le unieron Canidio y Artavasdes II.
El caudillo abandonó Armenia sin molestarse en dejar guarniciones para proteger su retaguardia y vigilar a Artavasdes II. Probablemente no tenía fuerzas disponibles para tal función pero fue un error estratégico grave, ya que el monarca armenio podía abandonar su alianza cuando quisiese.
El triunviro dividió su ejército en dos columnas: él mismo marchaba adelante con el grueso de la caballería y legionarios con la intención de atacar por sorpresa las ciudades partas; mientras, el lento tren de asedio marchaba con una fuerte guardia a cargo del legado Opio Estatiano. Al parecer la columna de su legado siguió otro camino, más fácil para la impedimenta, por el valle del río Arasse. A fines de julio Antonio llegó a la frontera con la Atropatene con su principal fuerza mientras la columna de Estatiano iba retrasada.
Mediante marchas forzadas, llegó a su objetivo a fines de agosto y así Antonio empezó a asediar la ciudad de Phraaspa, donde estaban las esposas e hijos del rey de Atropatene, levantando montículos para colocar su maquinaria de asedio. Sin embargo, el rey parto, que había estado defendiendo la zona del Éufrates, en cuanto se enteró del rodeo de Antonio volvió a toda velocidad a enfrentar la amenaza. Fraates IV había reunido un gran ejército y aprovechó de atacar la columna de Estatiano con su caballería. En la emboscada los romanos acabaron rodeados y completamente masacrados, quedaron 10 000 cadáveres en el campo, incluyendo el legado. Sólo se salvaron aquellos que fueron tomados como rehenes y liberados a cambio de un rescate, como el rey póntico Polemón I. De esta forma dos legiones fueron destruidas. La batalla sucedió en Gazaca, localidad actualmente de ubicación desconocida. Al caudillo le llegó un mensajero enviado por su legado pidiéndole ayuda e inmediatamente él marchó a rescatarlo, pero al llegar solamente encontró un campo repleto de muertos. El rey armenio Artavades II, cuando se enteró de la derrota, tomó sus soldados y abandonó el campamento de Antonio.
Floro da una versión ligeramente distinta, donde fue Antonio quien atacó a los partos y estos se retiraron por las llanuras hasta que una fuerza no muy numerosa de arqueros montados rodeó a las dos legiones y las aniquiló con flechas.

### Asedio
Después de esta victoria, los partos se atrevieron a aproximarse a las líneas de asedio romanas, a modo de insulto. Antonio, entendiendo que no podía quedar inactivo, salió con 10 de sus legiones, tres cohortes pretorianas y toda su caballería a forrajear con la intención de provocar una batalla campal. Después de un día de marcha, el caudillo notó que los arsácidas buscaban envolverlo y atacarlo durante la marcha así que ordenó levantar un campamento provisorio (castra), luego fue a enfrentar al enemigo, que tenía una línea en forma de media luna frente a él. La orden era que, cuando los partos estuvieran al alcance de los legionarios, la caballería debía atacar. El plan de sus enemigos, sin duda, era rodearlo y aniquilarlo con sus flechas como en Carras. Ante el avance de la línea romana, los arsácidas permanecieron desafiantes y cuando los jinetes les atacaron se dio un combate, pero en cuanto los legionarios intentaron abalanzarse sobre ellos se retiraron. Los arqueros no pudieron luchar, debiendo defenderlos sus catafractos. Destacó el nutrido contingente de honderos, capaces de arrojar sus piedras mucho más lejos que los arqueros partos y podían perforar sus armaduras, pero como estos se retiraban rápidamente en sus monturas no hacían mayor daño que unas pocas bajas.
El triunviro intento perseguirlos, especialmente con su caballería, que los siguió 30 kilómetros, el triple que la infantería, buscando una victoria decisiva, pero apenas causó 80 muertos y 30 prisioneros, lo que desmoralizó a sus soldados. A la jornada siguiente levantaron el campamento y volvieron a Phraata, pero en el camino fueron atacados por cada vez más enemigos que se refrescaban constantemente con contingentes de reemplazo, logrando llegar a salvo a las líneas de asedio.

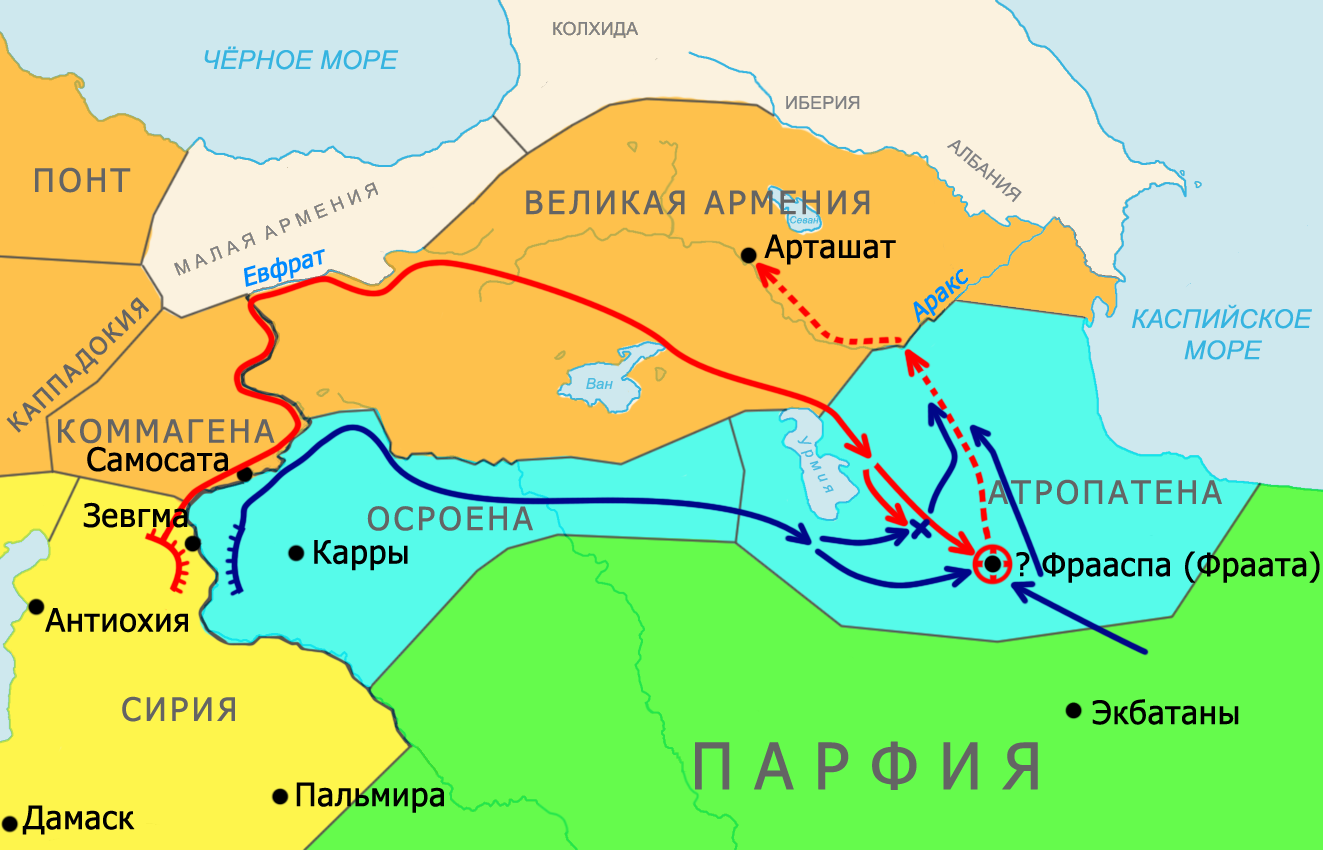
Mapa de la campaña. En rojo los movimientos romanos y en azul los partos. En amarillo territorio romano y naranjo reinos vasallos. En verde Partia y en celeste sus vasallos.

Siguió el asedio sin resultados mientras las unidades que enviaba por forraje y comida sufrían grandes pérdidas después de agotar los recursos de los pueblos más cercanos, tuvieron que alejarse cada vez más para conseguir algo. Permitían a los buscadores acercarse, pero una vez que reunían el alimento y tomaban el camino de regreso los emboscaban y masacraban. Se dio el caso que los partos lograron atacar el montículo que los romanos habían construido y dispersar la guarnición ahí presente; ante esta vergüenza el triunviro hizo diezmar a las unidades involucradas. La situación empeoró tanto que debió reducir las raciones, padeciendo la suerte de un sitiado cuando se suponía que él era el sitiador. Sin embargo, creía que su tenacidad y la superior disciplina de su ejército le daría su victoria sobre los inestables ejércitos orientales.
La guarnición de la ciudad hizo constantes salidas y el ejército de Fraates IV solía atacar las posiciones romanas con flechas antes de retirarse. Los partos más familiarizados con los romanos dejaron de atacar sus contingentes de forrajeadores con tanto ímpetu, permitiéndoles llevarse algunas provisiones en admiración de su valor. El triunviro deseaba persistir y no confiaba en los arsácidas, pero sus oficiales lograron convencerlo para entablar negociaciones. Era obvio que su ejército padecería una terrible hambruna y el coste de obtener alimentos equivalía a perder demasiados hombres. Por su parte, Fraates IV no podía seguir de campaña durante el cada vez más cercano invierno a riesgo de ser abandonado por sus soldados. Los embajadores romanos negociaron con el rey arsácida, que los esperaba sentado en su trono de oro y girando la cuerda su arco, pactando la promesa de no ser atacados si se retiraban de inmediato. La petición de devolver los estandartes y prisioneros tomados en Carras fue denegada, lo que finiquitada la última esperanza de mostrar una señal de éxito ante Roma.
De esta forma, el caudillo levantó su campamento sin destruir las obras de asedio. Era finales de octubre y es fácil imaginar a Antonio decepcionado y amargado por este fracaso.
Patérculo afirmaba que durante el asedio los partos prepararon una emboscada en un bosque, pero Antonio fue avisado de no pasar por ahí por un esclavo que llegó a su campamento para advertirle; aquel hombre era un romano que fue capturado en Carras. En cambio, Floro afirma que fue al día siguiente de la derrota de Estatiano cuando un romano vestido de parto, el prisionero de Carras, llegó para avisarles que el rey arsácida se acercaba con todo su ejército y debían retirarse a las montañas, donde los partos perderían su ventaja.

### Retirada
Un consejero asiático avisó al triunviro de mantenerse cerca de las montañas, para que el enorme contingente de arqueros montados partos no pudiera hacerles daño como sucedería si iban por las extensas llanuras que durante las negociaciones Fraates IV les había aconsejado usar durante su retorno. Antonio no deseaba mostrarse desconfiado con un rey con el que acababa de pactar la paz, y seguir el camino montañoso implicaba una ruta de aldeas abandonadas y sin recursos. Le pidió al consejero una muestra de fidelidad y este se hizo encadenar hasta que llegaran a Armenia como prueba de lealtad. Por dos jornadas la retirada fue tranquila, pero al tercer día de marcha, se encontraron que un dique acababa de ser destruido y el torrente de agua liberado bloqueaba la ruta. El consejero le conminó a prepararse, porque los partos deseaban bloquear o al menos retrasar su retirada, y cuando el triunviro preparaba a sus legionarios y organizaba a los infantes armados con hondas y jabalinas para luchar, aparecieron. Los arsácidas habían destruido el montículo y las máquinas de asedio que encontraron en cuanto Antonio se retiró y ahora procedían a acosar su columna, causando enormes pérdidas con sus flechas, pero la infantería ligera les obligaba a retirarse con una lluvia de piedras y jabalinas. Cuando los celtas cargaron con sus monturas se dispersaron y el combate terminó ese día. Sin duda, la intención de Fraates IV era acosar a su ejército durante toda la retirada, con la esperanza de aniquilarlo antes de que llegara a Armenia.
Entendiendo que lo habían engañado, el triunviro se negó a enviar negociadores para llegar a otro acuerdo y ordenó apresurar la marcha a Armenia, pero su columna se encontró con muchos pasos montañosos bloqueados con trincheras y empalizadas bien defendidas, debiendo desviarse por rutas desconocidas con fuentes de agua contaminadas, pastos destruidos y señales falsas para llevarla por caminos equivocados donde era vulnerable a las emboscadas. El caudillo hizo formar a sus legionarios en un cuadro con la infantería ligera en flancos y retaguardia lista para responder con proyectiles a los partos, entre tanto que la caballería recibía órdenes de atacar al enemigo en cuanto se acercara pero no alejarse persiguiéndolos. Esto permitió mantener a raya a los arsácidas por cuatro días, que sufrieron más bajas de las que causaban aunque el número de deserciones entre romanos y aliados aumentó dramáticamente.
Finalmente, al quinto día, en la retaguardia de la columna, fueron nuevamente atacados por los arsácidas pero tras vencerlos, el oficial Flavio Galo, con permiso de Antonio, tomó un importante contingente de caballería e infantería ligera del sector y persiguió al enemigo hasta quedar separado del grueso del ejército y ser envuelto por la retaguardia. Los misiles cayeron sobre el oficial y sus hombres desde todas partes y tuvo que enviar mensajes de auxilio. Los primeros contingentes que fueron en su ayuda eran demasiado pequeños y resultaron vencidos, debiendo intervenir el propio Antonio con la III legión para rescatar a sus compañeros. Los romanos perdieron 3000 soldados ese día y otros 5000 resultaron heridos, incluido Galo, que murió por cuatro heridas de flechas poco después. El triunviro fue a visitar a los heridos y les agradeció por su esfuerzo con lágrimas en los ojos, pero éstos le proclamaron Imperator y anunciaron que sólo estarían felices cuando él volviera sano y salvo a territorio romano.
Los partos estaban agotados pero a la vez eufóricos, acercándose al campamento romano para lanzar gritos de alegría por su victoria, seguros que al día siguiente lo encontrarían abandonado, con el parque dejado para saquearlo. Al amanecer reunieron todos los guerreros a caballo que pudieron para atacar a la vez que Antonio, con una túnica púrpura, le daba un discurso de aliento a sus soldados. Le rogó a los dioses una victoria con la que conseguir la seguridad para su ejército. Entonces, cuando los partos cargaron, los romanos les recibieron con una lluvia de proyectiles, pero como los arsácidas estaban cansados de la lucha se retiraron.
Sin embargo, cuando los romanos descendían lentamente por una ladera boscosa, los partos atacaron con sus flechas. La infantería ligera aliada se refugió tras los escudos romanos, porque los legionarios formaron un testudo apoyándose en sus rodillas para defenderse de los proyectiles mientras la segunda fila levantaba los propios para defenderse por arriba. Los atacantes interpretaron el arrodillamiento como una señal de que los romanos estaban heridos y cansados, por lo que desmontaron y se acercaron confiadamente a rematarlos con sus lanzas y dagas. Toda la línea de legionarios se puso de pie con un único grito y cargó rápido contra los partos con los pilum, matando a su dirigente y dispersando al resto.
Esta táctica fue usada por los romanos varias veces en los días siguientes y la formación de testudo permitió continuar la retirada sin sufrir graves pérdidas, pero el frío invernal cubrió con nieve las montañas. Muchas de las bestias de carga murieron y otras tuvieron que transportar a los enfermos y heridos. El hambre afectó a las tropas porque no podían recolectar comida ni moler los granos que tenían y todo comerciante que les ofrecía alimentos les exigía precios altísimos. Llegaron a comer verduras y raíces desconocidas y la hierba les provocaba amnesia, locura o muerte. La llanura por donde pasaron quedó cubierta de cadáveres de los que comieron pasto y vomitaron bilis sin remedio. Los partos dejaron de acosar a los romanos que buscaban comida y sólo los medios continuaron siguiendo la columna para proteger los pueblos cercanos a su paso.
Antonio deseaba seguir por las llanuras para evitar las montañas donde no había agua, pero se le acercó un tal Mitrídates, primo de Monaeses, que le advirtió que en las planicies los arsácidas le tenían listas varias emboscadas, o seguían por las colinas padeciendo la sed y cansancio que ya conocían o escogían sufrir el destino de Publio Licinio Craso. Mitrídates se marchó y alarmado, el triunviro preguntó a sus oficiales y su guía asiático, quienes le advirtieron que probablemente era cierto y, aún si no era verdad, seguramente podían extraviarse por las llanuras. Además, siguiendo las montañas en un día encontrarían una fuente de agua. Decidió seguir los pasos montañosos y ordenó a sus hombres cargar el agua que pudieran, la mayoría en sus cascos o en pieles porque no tenían vasijas. Era de noche pero los partos los siguieron y al amanecer alcanzaron a la retaguardia romana, afectada por el insomnio, la sed y la desmoralización. Al tener que luchar y avanzar al mismo tiempo la sed de los romanos aumentó y cuando llegaron a un río con agua clara pero fría y salobre bebieron, a pesar de las advertencias de sus guías asiáticos, pero les inflamó la sed y les causó retorcijones. El caudillo fue y rogó a sus hombres no beber más porque un río potable estaba cerca y ordenó levantar las tiendas para que tuvieran sombra.
En cuanto empezaron a construir el campamento los partos se alejaron y se acercó un mensajero de Mitrídates aconsejándole dejar a sus soldados descansar un poco y seguir hasta el río, en cuanto lo cruzaran los arsácidas dejarían de acosarlo pero no cesarían hasta que lo hicieran. Antes del atardecer el triunviro hizo levantar el campamento y proseguir, pero durante toda la noche la caballería enemiga mató a todo soldado que pudo, robándoles sus posesiones, también saquearon a las bestias de carga y mataron a los porteadores que llevaban las pertenencias de Antonio. En medio del caos en que se había sumergido su columna, el caudillo le hizo jurar a uno de sus guardaespaldas, Rhamno, que si perdía la batalla lo mataría y le cortaría la cabeza a fin de no ser capturado vivo ni su cadáver fuera reconocido. Sus amigos lloraron pero el guía asiático le dijo que la brisa fría y húmeda que sentían era señal que el río estaba cerca. La noche casi acababa. Para restablecer el orden, causado principalmente porque la columna se había desordenado en la oscuridad, hizo levantar un nuevo campamento.
Cuando empezó el amanecer el ejército había recuperado el orden pero los arqueros partos atacaban a su retaguardia, mandándose a la infantería ligera atacar pero ésta prefirió refugiarse tras los escudos de los legionarios. La vanguardia lentamente llegó al río, donde el caudillo mandó trasladar primero a los enfermos y discapacitados. Cuando los arsácidas vieron a las legiones cruzar el agua guardaron sus arcos y alabaron a sus enemigos por su valor. Así llegaron a la orilla sin ser molestados y siguieron la retirada sin fiarse de los partos. Seis días después, tras una última batalla, la columna vadeaba el río Araxes (Aras), frontera de Armenia y Media. Se rumoreaba que iban a emboscarla en cuanto intentara cruzar sus profundas y torrentosas aguas, pero al estar en la orilla armenia sanos y salvos empezaron a llorar y abrazarse por la alegría. Se menciona que un parto les gritó: «¡Partid, romanos, y adiós; con razón los rumores os llaman victoriosos sobre las naciones, ya que habéis escapado de las armas de los partos!».

## Consecuencias

### Bajas
Una vez en tierras amigas, el triunviro hizo recontar sus fuerzas y acorde a Plutarco computó que 20 000 infantes y 4000 jinetes habían muerto, más de la mitad por enfermedades. Sin embargo, en Armenia el caudillo perdería otros 8000 soldados. Si se considera que ese conteo de bajas probablemente incluye sólo a las tropas que lo acompañaron en el asedio y la retirada, y por lo tanto, se deben sumar las legiones aniquiladas con Estatiano, las pérdidas romanas bien pudieron pasar los 40 000 muertos. En total, un 37% del ejército había muerto en la campaña.
En cambio, Livio sólo menciona que perdió dos legiones en batalla y otros 8000 hombres durante su retirada por el clima. Por su parte, Patérculo sostiene que el triunviro perdió dos legiones en la campaña, las de Estatiano, y durante su retirada murió al menos un cuarto de sus soldados y un tercio de los esclavos y no combatientes que acompañaban a sus hombres. Floro señala que sólo un tercio de los expedicionarios lograron volver y los romanos les infligieron bajas igualmente cuantiosas a sus enemigos.
Además, muchos de los sobrevivientes ya no podían combatir y un gran número de enfermos de disentería e hidropesía no pudo recuperarse y murió en Armenia. Habían demorado 27 días en su retirada, período en el que derrotaron a los arsácidas en 18 batallas, pero fueron victorias efímeras porque no podían perseguirlos adecuadamente. Como en otras circunstancias de su larga carrera, particularmente durante la guerra de Módena, el caudillo dio prueba de su talento militar en una situación crítica; fue por su tenacidad y capacidad para mantener la cohesión y la moral de sus soldados, que las legiones concluyeron con éxito su retirada y evitaron, a pesar de sufrir pérdidas significativas, el destino del ejército de Craso.

### Marcha por Armenia
En ese último punto, Artavasdes II y su deserción fueron decisivos. Su enorme contingente de caballería armenia estaba equipado y entrenado perfectamente para enfrentar a los arsácidas y en las persecuciones hubiera podido causarles tales bajas que no hubieran podido seguir luchando. Otra felonía fue que el rey armenio se negó a darles suministros a las legiones mientras pasaban por su reino. El triunviro deseaba acabar con el traicionero monarca y sus soldados le animaban a actuar, pero él se mostró prudente y se dedicó a adularlo porque se sabía débil en número de hombres y suministros, limitándose a tratar de salir lo antes posible de ese reino.
Entre las tormentas de nieve en las montañas armenias el caudillo perdió otros 8000 soldados. Decidió adelantarse con una pequeña guardia hacia el mar, llegando a un lugar llamado Villa Blanca, entre Berytus (Beirut) y Sidón, donde, entre borracheras por la angustia que lo consumía, espero a la reina egipcia. Cuando ella desembarco en el puerto le trajo ropas y dinero para los soldados, pagando 400 sestercios a cada legionario y al resto una asignación proporcional, pero no era suficiente, debiendo pedir créditos a nombre propio y exigir contribuciones a los reyes aliados, aunque afirmando públicamente que los había donado Cleopatra.

### Reacción en Roma
Después, el triunviro volvió a Egipto mientras que en Roma el Senado no ignoraba el desastre, a pesar de las constantes notificaciones de sus supuestas victorias remitidas a la urbe por Antonio, porque los rumores se esparcieron de forma incontrolable; sin embargo, ni Octaviano ni sus seguidores quisieron hacerlo público porque estaban más ocupados luchando contra Sexto Pompeyo, pero en cuanto se supo no dudaron en magnificar la magnitud de la derrota, centrándose en los peores detalles.
Un año después, en 35 a. C., los medos de Artavasdes I se rebelaron contra Fraates IV porque el arsácida les asignó poco botín y le hizo temer que le quitaría su reino. El triunviro envió a Polemón I para acordar con los medos una alianza militar, prometiendo la ayuda de los medos en una nueva invasión romana. La misión fue exitosa y Antonio recompensó al póntico asignándole Armenia Inferior. El caudillo estaba feliz y esperaba someter a los partos, juzgando que la principal causa de su derrota fue la escasez de arqueros montados que tenía, pero con este aliado podía suplirla. Deseaba marchar por Armenia y cruzar nuevamente el río Araxes. Convocó al rey armenio Artavasdes II para una reunión en Egipto, con la esperanza de capturarlo sin tener que luchar, pero el monarca desconfiaba de él y no asistió.
El caudillo salió de Egipto con el pretexto de hacer otra campaña contra Partia, pero en realidad quería atacar Armenia, sin embargo, se enteró de que su esposa Octavia venía en camino. Ella estaba en Atenas cuando le llegaron las cartas de su marido informándole de la expedición y con la orden de permanecer ahí. Después le ordenó volver a Roma pero aceptó los regalos que le trajo, incluyendo los 2000 soldados prestados por Octaviano. Antonio volvió a Alejandría, dejando para la próxima temporada la campaña contra Partia a pesar de la oportunidad única de la guerra civil en el reino enemigo.
Los historiadores modernos han analizado más objetivamente la campaña y la actuación del triunviro. El plan de campaña, adoptado de los planes de César, era audaz y estratégicamente válido, y Antonio dirigió su ejército enérgica y hábilmente, siendo capaz de salvarlo durante una retirada de más de 500 kilómetros. Su principal error, del que era completamente responsable, fue no impedir la destrucción de la columna de Estatiano con las valiosas máquinas de asedio.
Todos los eruditos actuales reconocen que fue un fracaso militar y se debió a varios factores, como la fortaleza estratégica que representaba la gran extensión del dominio parto, representando largas distancias de territorio inhóspito. El historiador italiano Guglielmo Ferrero señala que la derrota se debió principalmente al debilitamiento y escasa cohesión interna de la República que obligó a Antonio a buscar recursos financieros con emprestamos y teniendo una situación política precaria por su rivalidad con Octaviano. Para evitar el debilitamiento de su posición estuvo obligado a regresar lo antes posible a los territorios romanos orientales. El mismo autor pone en duda que, incluso César, en las mismas circunstancias, hubiera logrado un mejor resultado.

### Donaciones

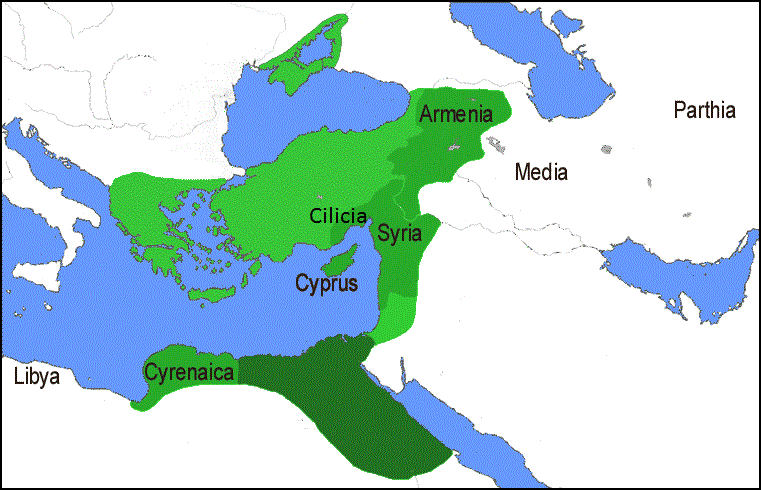
Territorios romanos bajo el gobierno de Marco Antonio no donados por él.
Territorios romanos donados a los hijos de Cleopatra.
Reino original de Cleopatra.

El caudillo dividió los principados orientales del siguiente modo: Amintas, un antiguo secretario de Deyótaro, recibió Galacia, Licaonia y partes de Panfilia, y Arquelao Ktistes se hizo rey de Capadocia en sustitución de Ariarates X Eusebio Filadelfo. Sin embargo, gran indignación provocó entre los romanos fue la repartición del territorio de la República entre sus hijos con Cleopatra, los mellizos Alejandro Helios y Cleopatra Selene II y el recién nacido Ptolomeo Filadelfo, como si fuera de su propiedad personal. Al primero le asignó Armenia, Media y Partia, a la segunda Cirenaica, Libia y Chipre y al tercero Siria, Fenicia y Cilicia. Esto sería usado por Octaviano para poner al público romano contra Antonio.

### Castigo a Artavasdes II
En 34 a. C. Antonio envió a Quinto Delio como emisario para negociar el compromiso entre Alejandro Helios y la hija del rey armenio, prometiendo muchos regalos al monarca. Estando en Nicópolis, ciudad fundada por Cneo Pompeyo Magno, a comienzos de la primavera, pidió ayuda a Artavasdes II para organizar otra campaña contra Partia y le pidió presentarse ante él; pero como este monarca no apareció, Antonio envió a Delio mientras él mismo marchaba a toda velocidad a Artaxata. Así indujo al rey a entrar en su campamento, donde lo arrestó y después le condujo a varios de los fuertes donde se guardaba el tesoro real para que abrieran las puertas bajo el pretexto de recaudar impuestos y defender la soberanía del monarca. Sin embargo, cuando el pueblo armenio escogió apoyar al príncipe Artaxias II, primogénito de Artavasdes II, el triunviro decidió pasear al rey con cadenas de plata.
Antonio ocupó las ciudades armenias, algunas por la fuerza y otras mediante acuerdos, derrotando en una batalla a Artaxias II, que huyó junto a Fraates IV. Después comprometió a Alejandro Helios con la hija del rey medo, dejó sus legiones en el país recién conquistado y se llevó al rey vencido, su familia y tesoros a Egipto. Canidio quedó a cargo de la nueva provincia. Artavasdes II fue paseado en cadenas por Alejandría en una especie de triunfo romano, lo que molesto mucho a los romanos.
Poco después, el caudillo declaró a Cesarión hijo legítimo de Cayo Julio César y rey de Egipto y Chipre. Modificó su herencia, asignando a Alejandro Helios Armenia y los territorios al este del Éufrates hasta la India, a Cleopatra Selene II Cirenaica y Libia, y a Ptolomeo Filadelfo Siria y todas las tierras al oeste del Éufrates hasta el Helesponto. Octaviano no dudo en usar este reparto contra su yerno cuando envió cartas pidiendo en Roma que se reconociera legalmente este acto.
Como dice Dion Casio, cualquier elemento democrático en la República ya había muerto pero todavía no se había impuesto una monarquía. Octaviano y Antonio estaban en pie de igualdad, con Sexto muerto, Artavasdes II capturado y Fraates IV en paz podían enfrentarse el uno contra el otro por el poder absoluto.
Debe mencionarse que se capturaron las águilas de las dos legiones aniquiladas por los arqueros montados partos, las que se sumaban a las siete tomadas a Craso en el 53 a. C. y las dos a Lucio Decidio Saxa en el 40 a. C.. Octavio conseguiría, a través de la diplomacia y amenazas de guerra, su retorno en el 20 a. C. junto a los prisioneros de guerra sobrevivientes.